# Rodney White
Rodney Charles White (Philadelphia, 28 juni 1980) is een Amerikaans voormalig basketballer.

## Carrière
White speelde een jaar collegebasketbal voor de Charlotte 49ers voordat hij zich in 2001 kandidaat stelde voor de NBA-draft. Hij werd als negende gekozen in de eerste ronde door de Detroit Pistons en zou in zijn eerste seizoen 16 wedstrijden spelen voor de Pistons. In 2002 werd hij geruild naar de Denver Nuggets voor Mengke Bateer, Don Reid en een draftpick. Bij Denver speelde hij zich in zijn eerste seizoen regelmatig als basisspeler en speelde in totaal 72 wedstrijden. Ook in zijn tweede seizoen in Denver speelde hij 72 wedstrijden. In zijn derde seizoen werd hij na 42 wedstrijden geruild naar de Golden State Warriors samen met Nikoloz Tskitishvili voor Luis Flores, Eduardo Nájera en een draftpick. In de zomer van 2005 werd zijn contract ontbonden bij de Warriors. Hij tekende begin oktober 2005 een contract bij de Los Angeles Clippers maar nog voor het einde van de maand werd zijn contract ontbonden.
Hij ging daarna spelen voor het Spaanse Bàsquet Manresa en speelde het seizoen uit bij Bilbao Basket ook in Spanje. Hij tekende in 2006 bij Victoria Pesaro en speelde er een seizoen. Hij tekende voor het seizoen 2007/08 bij het Chinese Zhejiang Guangsha Lions. In 2008 speelde hij nog voor Capitanes de Arecibo (Puerto Rico) en Maccabi Tel Aviv (Israël). Hij speelde in de NBA Summer League voor de Los Angeles Lakers. Hij keerde in 2008 nog terug naar China bij Zhejiang Guangsha Lions en speelde er tot in 2010. Het seizoen erop speelde hij ook in China bij Shandong Golden Stars. Hij tekende in 2011 bij Anyang KGC in Zuid-Korea en tekende begin 2012 opnieuw bij Zhejiang Guangsha Lions in China. Hij speelde daarna nog voor Barako Bull Energy en Petron Blaze Boosters in de Filipijnen.

## Erelijst
- Topschutter Chinese competitie: 2009

## Statistieken

### Regulier seizoen
| Seizoen  | Team                  | WG  | WS | MPW  | 2P%  | 3P%  | FW%  | RPW | APW | SPW | BPW | PPW |
| -------- | --------------------- | --- | -- | ---- | ---- | ---- | ---- | --- | --- | --- | --- | --- |
| 2001/02  | Detroit Pistons       | 16  | 0  | 8,1  | 35,0 | 22,2 | 85,7 | 1,1 | 0,8 | 0,6 | 0,1 | 3,5 |
| 2002/03  | Denver Nuggets        | 72  | 19 | 21,7 | 40,8 | 23,9 | 78,4 | 3,0 | 1,7 | 0,6 | 0,4 | 9,0 |
| 2003/04  | Denver Nuggets        | 72  | 0  | 13,7 | 45,9 | 37,9 | 75,0 | 2,3 | 0,8 | 0,4 | 0,3 | 7,5 |
| 2004/05  | Denver Nuggets        | 42  | 2  | 12,6 | 43,2 | 43,2 | 61,8 | 1,8 | 0,9 | 0,7 | 0,2 | 5,6 |
| 2004/05  | Golden State Warriors | 16  | 0  | 9,1  | 37,1 | 31,3 | 60,0 | 0,9 | 0,5 | 0,1 | 0,1 | 3,6 |
| Carrière | Carrière              | 218 | 21 | 15,4 | 42,4 | 31,4 | 74,9 | 2,2 | 1,1 | 0,5 | 0,3 | 7,1 |

### Play-offs
| Seizoen  | Team            | WG | WS | MPW | 2P%  | 3P% | FW% | RPW | APW | SPW | BPW | PPW |
| -------- | --------------- | -- | -- | --- | ---- | --- | --- | --- | --- | --- | --- | --- |
| 2001/02  | Detroit Pistons | 1  | 0  | 2,0 | 0,0  | -   | -   | 0,0 | 0,0 | 0,0 | 0,0 | 0,0 |
| 2003/04  | Denver Nuggets  | 4  | 0  | 6,5 | 26,7 | 0,0 | -   | 1,3 | 0,0 | 0,5 | 0,0 | 2,0 |
| Carrière | Carrière        | 5  | 0  | 5,6 | 25,0 | 0,0 | -   | 1,0 | 0,0 | 0,4 | 0,0 | 1,6 |